# Зубар 2
Зубар 2 (енгл. The Dentist 2), познат и као Зубар 2: Припремите се! (енгл. The Dentist 2: Brace Yourself), З-2: Без анестезије (енгл. D2: Without Novacaine) или Зубар 2: Знате процедуру (енгл. The Dentist 2: You Know the Drill), амерички је психолошки хорор филм независне продукције са елементима црне комедије из 1998. године. Режирао га је Брајан Јузна, а у главним улогама су Корбин Бернсен, Линда Хофман, Џилијан Мавиртер и Клинт Хауард. Представља наставак филма Зубар из 1996. године.
Бернсен се вратио у улогу главног негативца др Алана Фејнстона, а Линда Хофман у улогу његове бивше супруге Брук Саливан, која у овом делу покушава да му се освети. Премијерно је приказан 10. јула 1998. на Међународном филмском фестивалу Фантазија у Монтреалу. Критичари сајта Ротен томејтоуз оценили су га са 0%, а публика са 23%. Филм има негативне рецензије и на сајту AllMovie. Брајан Јузна је био номинован за најбољи филм на Међународном филмском фестивалу у Сиџесу.

## Радња
Након догађаја из претходног филма, др Алан Фејнстон мења идентитет и под именом Лоренс Кејн одлази у мали град у Мисурију, да настави са својим застрашујућим стоматолошким интервенцијама. Фејнстон започиње љубавну везу са Џејми Деверс, док га у стопу прати његова бивша супруга, Брук Саливан, која жели да му се освети за оно што јој је урадио...

## Улоге
| Глумац           | Улога                             |
| ---------------- | --------------------------------- |
| Корбин Бернсен   | др Алан Фејнстон / др Лоренс Кејн |
| Линда Хофман     | Брук Саливан                      |
| Џилијан Мавиртер | Џејми Деверс                      |
| Џеф Дусет        | Џереми Вилкис                     |
| Сузан Рајт       | Беверли „Бев” Тротер              |
| Џим Антонио      | доктор Бернс                      |
| Ли Досон         | Роби Мауро                        |
| Венди Роби       | Бернис                            |
| Ралф Мартин      | детектив Џенкинс                  |
| Клинт Хауард     | господин „Зубобоља”               |
| Џуди Нејзмец     | Маргарет                          |
| Одра Вајз        | Шона                              |
| Мери Колстон     | Гленда                            |
| Реј Норман       | др Геновева Каслер                |
| Џина-Реј Картер  | власница кафића                   |